# Sauracris striolata
Sauracris striolata är en insektsart som först beskrevs av Willy Adolf Theodor Ramme 1929.  Sauracris striolata ingår i släktet Sauracris och familjen gräshoppor. Inga underarter finns listade i Catalogue of Life.